# سیارک ۸۵۲۵
سیارک ۸۵۲۵ (به انگلیسی: 8525 Nielsabel، نامگذاری:1992RZ5) هشت هزار و پانصد و بیست و پنجمین سیارک کشف شده‌است که در ۲ سپتامبر ۱۹۹۲ کشف شد.
قدر مطلق سیارک برابر ۱۴٫۳۰ است.